# 스베인 아스트리다르손

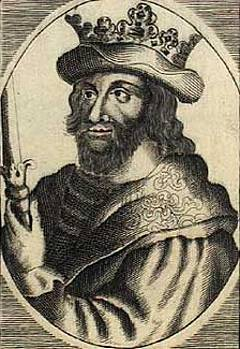
스베인 아스트리다르손

스베인 아스트리다르손(고대 노르드어: Sveinn Ástríðarson, 덴마크어: Svend Estridsen 스벤 에스트리센[*], 영어: Sweyn Estridsson 스웨인 에스트리드슨[*], 1019년경 ~ 1076년 4월 28일)은 덴마크의 국왕(재위: 1047년 ~ 1076년)이다. 덴마크의 국왕 스벤 2세(덴마크어: Svend II)에 해당한다.

## 생애
에스트리센가(Estridsen) 출신이며 울프 토르길손(Ulf Thorgilsson)과 그의 아내인 에스트리드 스벤스다테르(Estrid Svendsdatter, 스베인 튜구스케그의 딸)의 아들로 태어났다. 크누트 대왕의 외조카이기도 하다.
1042년 덴마크의 하르다크누트 국왕이 사망한 이후에는 덴마크의 왕위, 윌란반도의 백작위를 주장했다. 1042년 스베인 아스트리다르손은 노르웨이, 덴마크의 망누스 1세 국왕과의 전쟁을 벌였고 이와 같은 상황은 1045년 노르웨이의 하랄 3세가 망명 생활을 끝내고 노르웨이로 귀환할 때까지 계속되었다.
1047년 망누스 1세 국왕이 사망하면서 스베인 아스트리다르손은 덴마크의 국왕으로 즉위했다. 재위 기간 동안 덴마크 교회를 브레멘 대주교, 잉글랜드 교회로부터 독립하기 위해 노력했으며 주교좌를 포함한 교회 제도를 정비했다.

## 같이 보기
- 하랄 3세
- 크누드 4세
- 올라프 1세
- 에리크 1세
- 닐스